# 古利特收藏

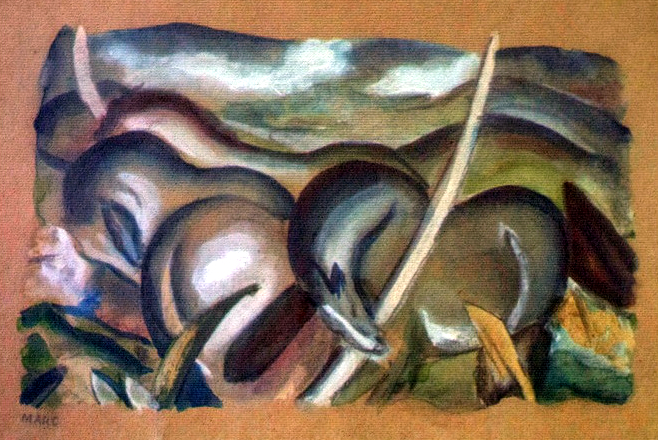
弗朗茨·馬爾克作品《Pferde in Landschaft》 是古利特收藏作品之一

古利特收藏（Gurlitt Collection）是指德國藝術收藏家科尼利厄斯·古利特（Cornelius Gurlitt）繼承的約1,500件藝術品，他是希特勒官方藝術品經銷商希爾德布蘭德·古利特（Hildebrand Gurlitt）的兒子，其中有多件作品是納粹黨從猶太人手中掠奪的藝術品。

## 背景
2013年，這些藝術品引起了國際社會的關注。當時，媒體稱這是2012年轟動一時的「納粹掠奪發現」。原因是奧格斯堡官員在科尼利厄斯·古利特位於慕尼黑施瓦賓格的公寓展開調查，懷疑古利特可能逃稅（後來證明毫無根據）。德國當局沒收了所有收藏品，但古利特並未被拘留。古利特曾多次以自己沒有犯罪為由要求歸還藏品，但最終同意將這些收藏品留在檢察院進行評估，以便能夠識別出任何納粹時期的掠奪文物。 2014年，雙方達成新協議，將藏品歸還給古利特，但此後不久，古爾利特去世，將其所有財產（包括兩間慕尼黑公寓、一棟房屋以及存放在奧地利薩爾茨堡住所的其他藏品）留給了瑞士伯恩美術館。2014年11月，伯恩美術館同意接受藏品（不包括任何涉嫌掠奪的作品）。收集這些藏品的希爾德布蘭德·古利特被懷疑收錄了大量掠奪物品，可能在第二次世界大戰期間和納粹德國時期以可疑方式獲得的作品，此外還有一些合法獲得或通過家族傳承下來的作品；其中很大一部分藏品的來源仍在調查中。
該收藏包含古畫大師的作品以及印象派、立體派和表現主義的繪畫、素描和版畫，作者包括克勞德·莫奈、皮埃爾·奧古斯特·雷諾阿、保羅·塞尚、保羅·高更、亨利·馬蒂斯、歐仁·德拉克羅瓦、埃德加·德加、亨利·德·土魯斯-羅特列克、弗朗茨·馬爾克、馬克·夏卡爾、愛德華·馬奈、卡米耶·畢沙羅、奧古斯特·羅丹、奧托·迪克斯、愛德華·蒙克、古斯塔夫·庫爾貝、馬克斯·利伯曼、瓦西里·康定斯基和保羅·克利等，還有一些本身就是藝術家的家庭成員的作品。除了數量較少但仍然值得注意的獨特和更有價值的作品外，相當一部分藏品是版畫和其他“經銷商庫存”。
最初，僅憑藏品規模就有人聳人聽聞地宣稱其價值“超過10億美元”，但事實證明這完全是無稽之談，儘管這些藏品確實價值數千萬美元。從法律上講，科尼利厄斯在發現這些藏品時就擁有了它們，因為德國對潛在被盜藏品的合法追索權在30年後失效；然而，自2012年起，他同意自願將所有證明是被盜的藏品歸還給相關家庭的繼承人，藏品的新保管人至今仍遵守約定。截至2020年5月，已有14件作品被歸還，另有7件作品計劃於2021年歸還，包括亨利·馬蒂斯、馬克斯·利伯曼、卡爾·施皮茨韋格、卡米耶·畢沙羅、阿道夫·馮·門採爾和保羅·西涅克的作品，同時，馬克斯·貝克曼的一件作品在2011年出售前已與另一個家族的繼承人達成了利潤分享協議。

## 外部連結
维基共享资源上的相關多媒體資源：古利特收藏
- German Lost Art Foundation: Gurlitt Art Trove
- BBC inspects art stash
- Video: "Hitler's Art Dealer" – short documentary, c. 2017 by Mounia El Aboudi / University of the Arts London
- Video: "Bestandsaufnahme Gurlitt – Behind the Art" – 2017 video, 25 mins, based around the 2017 Bonn and Bern exhibitions
- BBC Arts: Nazi art dealer's secret hoard revealed after half a century Article, 9 November 2017
- Kunstmuseum Bern.  (PDF). Bern: Kunstmuseum Bern. 2017.
- Kunstmuseum Bern.  (PDF). Bern: Kunstmuseum Bern. 2018.